# Ana Paula Oliveira
Ana Paula Oliveira (São Paulo, 26 de mayo de 1978) fue una árbitro asistente del fútbol y presentadora de televisión brasileña. 

## Biografía
Ana es técnica en Administración y reside en Campinas, aparte de ser árbitro asistente de fútbol desde 1999. Debutó a los 14 años de edad, estando acompañada por su padre, árbitro amateur, en algunos torneos en la región de Hortolândia, ciudad de la región metropolitana de Campinas. De joven, Ana Paula ayudaba a su padre anotando lo que sucedía en el partido, como las amonestaciones que se reflejaban en el acta. Cuatro años después, los jugadores le pedían que fuera la auxiliar de su padre. En esos momentos, ella deseaba ser jugadora de voleibol.
Los errores más famosos de su carrera fueron la anulación de un gol del Corinthians en un juego con la Palmeiras en 2006 por el Brasileirão; un gol mal anulado y otro mal confirmado a favor del Santos en un clásico con el São Paulo en 2007; y dos goles anulados del Botafogo en un juego contra el Figueirense por la semifinal de la Copa de Brasil de 2007, lo que causó la eliminación del equipo carioca de la competición. Curiosamente, la llegada del Botafogo a la semifinal ya estaba ligada a otro error de arbitraje, el error fue un penalti no marcado para el Atlético Mineiro en los cuartos de final.  
Estuvo en la Copa Libertadores de 2005 y quiere participar en la Copa del Mundo. Forma parte de la campaña contra los prejuicios que sufren las mujeres en el trabajo y en el fútbol.
Ana fue sancionada y suspendida por la FIFA en septiembre de 2013 por posar desnuda en la revista playboy y no podrá ejercer la profesión de árbitro asistente. Pese a la oposición de la Comisión de Arbitraje de Sao Paulo, la decisión fue tomada por la Confederación Brasileña de Fútbol alegando que Ana Paula “está más preocupada porque la vean que por su trabajo”. Ella, por su parte, no ve motivos para su castigo: “Yo sólo hago fuerza para que la revista venda el mayor número de ejemplares”.

## Partidos destacados en su carrera

### Campeonatos Estatales
- Final

2003: São Paulo 2 vs. Corinthians 3
2004: São Caetano 2 vs. Paulista 0
2007: São Caetano 0 vs. Santos 2

### Juegos Olímpicos de Atenas 2004
- Cuartos de final: EE. UU 2 vs. Japón 1

### Copa Libertadores
- Octavos de final 2005:

Palmeiras vs. São Paulo
São Paulo vs. Palmeiras

### Copa de Brasil
- Final 2006:

Flamengo 2 vs. Vasco 0